# 托廖尼
托廖尼（義大利語：Torrioni），是意大利阿韦利诺省的一个市镇。总面积4平方公里，人口592人，人口密度148.0人/平方公里（2009年）。ISTAT代码为064111。